# Гробниця Рахилі
Гробниця Рахілі — надгробок і приміщення, побудоване навколо надгробка, розташовані там, де, згідно з переказами, була похована праматір Рахіль. Знаходиться північніше Вифлеєму, в декількох сотнях метрів від південної частини сучасного Єрусалиму. Протягом багатьох століть є місцем паломництва євреїв, а також святим місцем для християн і мусульман. Гробниця знаходиться під контролем Ізраїлю і оточена бетонними стінами. У будівлі знаходиться синагога.

## У Святому Письмі
Перші відомості про місце поховання праматері наводяться в Старому Завіті: 
| «І вмерла Рахіль, і була похована на дорозі до Ефрати, це є Вифлеєм. І поставив Яків пам'ятника на гробі її, це надгробний пам'ятник Рахілі аж до сьогодні» (Бут. 35:19-20) |

## Традиції
З покоління в покоління гробниця праматері Рахілі була місцем молитви, до якого приїжджали євреї з усього світу.
Веніамін Тудельський оповідає про звичай паломників залишати своє ім'я на надгробку.
Існували спеціальні молитви, які читаються біля цього місця.
Мандрівник з Праги, який побував в землях Ізраїлю в XVII столітті, розповідає про звичай приходити на могилу Рахілі в дні Песаху і Лаг ба-Омер, там молитися, слухати проповіді, пити і танцювати.
В інших джерелах згадується звичай молитися на могилі Рахілі в жалобні дні перед Тиша бе-ав, в місяць Елул і в дні Трепету між Рош га-Шана і Йом-Кіпуром.